# 1999 JA34
1999 JA34 är en asteroid i huvudbältet som upptäcktes den 10 maj 1999 av LINEAR i Socorro County, New Mexico.
Asteroiden har en diameter på ungefär 13 kilometer.